# الكزار دي سان خوان
بلدية الكزار دي سان خوان (بالإسبانية: Alcázar de San Juan)‏، هي إحدى بلديات مقاطعة سيوداد ريال إحدى مقاطعات إسبانيا، والتي تقع في منطقة قشتالة لا منتشا وسط إسبانيا.
يبلغ عدد سكانها 29.263 نسمة وفقاً لإحصائية سنة (2007).

## توأمة
لالكزار دي سان خوان اتفاقيات توأمة مع:
- ثاكابا، غواتيمالا

## أعلام
- بياتريس إسكريبانو
- فرناندو الرابع
- أنطونيو دياز ميغيل
- ميغيل باروسو